# 薩爾特威爾 (阿拉巴馬州)
薩爾特威爾（英語：Salt Well）是一個位於美國阿拉巴馬州馬倫戈縣的非建制地區。該地的面積和人口皆未知。

## 地理
薩爾特威爾的座標為32°27′25.5″N 87°55′52″W / 32.457083°N 87.93111°W，而該地的平均海拔高度為34米（即112英尺）。